# 福島市公設地方卸売市場
福島市公設地方卸売市場（ふくしましこうせつちほうおろしうりしじょう）は、福島市が設置している地方卸売市場。敷地面積112,000平方メートル、建物延べ面積43,875平方メートル。

## 概要
福島県内初の中央卸売市場として1972年10月1日に『福島市中央卸売市場』が開設され、11月1日より業務が開始された。2003年4月1日、それまでの水産部と青果部に加え、花き部門が設置され、4月14日に業務が開始された。国道4号と国道13号を結ぶ福島市道鎌田笹谷線（通称農免道路）に面しており、当道路沿線は物流関係業者が多い。『福島卸売市場』と省略で呼ばれることもある。
農林水産省の第8次、9次卸売市場整備基本方針の再編基準により2010年度から3か年をかけ、市、卸売業者、仲卸業者、小売商組合等と検討を重ねた結果、地方卸売市場に転換を決定。県知事許可の上で2014年4月1日より地方卸売市場に転換した。

## 市場関係業者
青果部
- 卸売業者
  - 福島中央青果卸売株式会社
- 仲卸業者
  - 11社

水産部
- 卸売業者
  - 株式会社福島丸公
- 仲卸業者
  - 3社

花き部
- 卸売業者
  - 株式会社福島花き
- 仲卸業者
  - 2社

関連事業者
- 18社

## 近隣
- 敷地南東側の一角に東邦銀行北福島支店が建設されている。移転新築以前は市場内の建物に入居していた。
- 市場の北東側には福島卸売団地が広がり、阿武隈急行卸町駅が設置されている。

## 注記
1. ↑  福島中央青果販売プレスリリース
2. ↑  場内業者及び団体等一覧